# Rosenkranz-Basilika (Fátima)

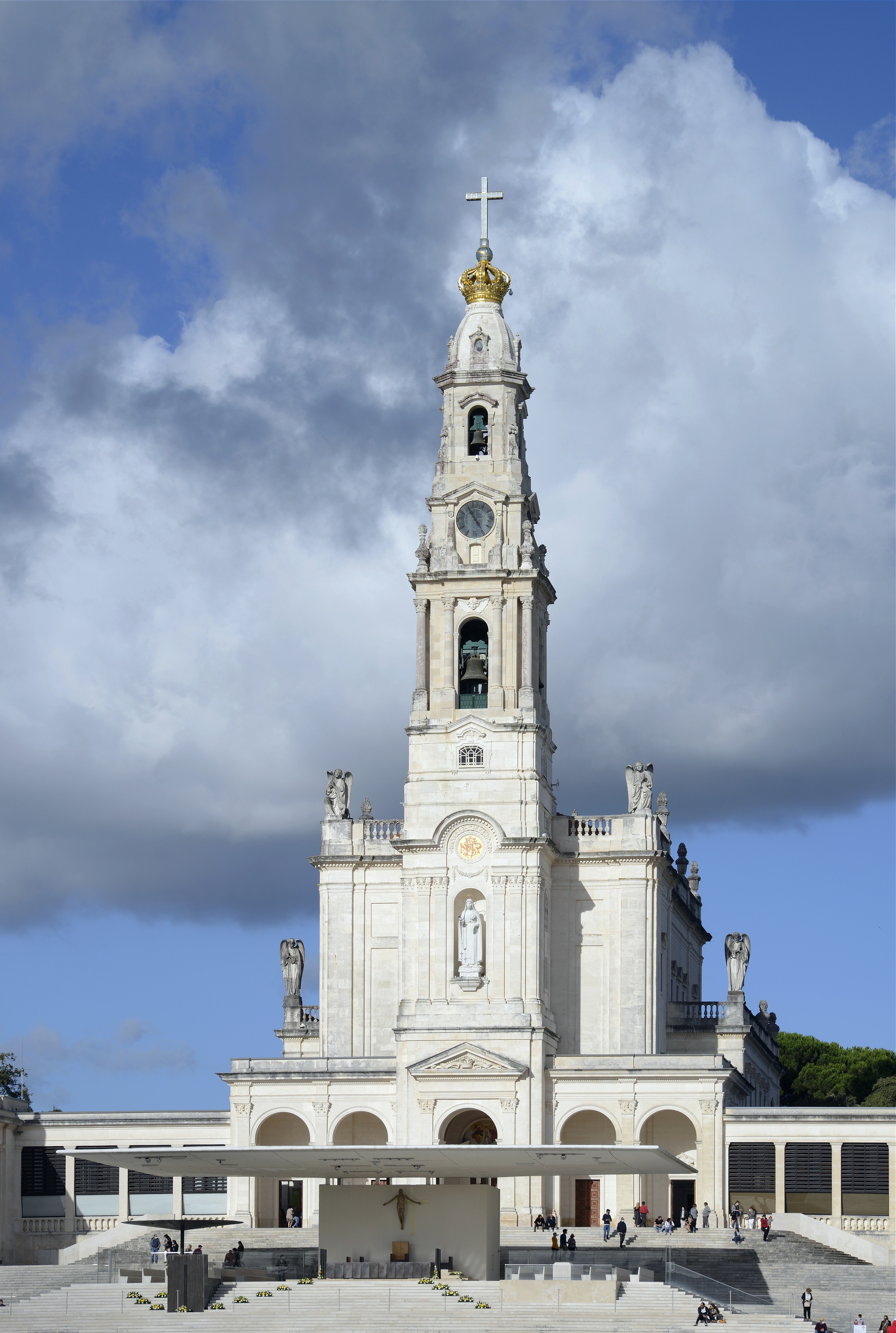
Gesamtansicht der Basilika Unserer Lieben Frau von Fatima

Die Basilika Unserer Lieben Frau vom Rosenkranz (portugiesisch Basílica de Nossa Senhora do Rosário) ist eine römisch-katholische Kirche zu Ehren der Marienerscheinungen von Fátima, das zur portugiesischen Gemeinde Ourém gehört. Die auch Basilica Antiga genannte, denkmalgeschützte Wallfahrtskirche im Bistum Leiria-Fátima mit dem Titel einer Basilica minor ist Teil des Heiligtums von Fatima, zu der auch die Kirche der Heiligen Dreifaltigkeit und die Kapelle der Erscheinung gehören, und das zu den weltweit acht Internationalen Heiligtümern der katholischen Kirche zählt.

## Geschichte
Nach der Marienerscheinung von 1917 wurde ab 1928 die Basilika des Rosenkranzes im neobarocken Stil nach einem Projekt des niederländischen Architekten Gerardus Samuel van Krieken erbaut. Sie steht an der Stelle, an der die Hirtenkinder am 13. Mai 1917 im Spiel eine kleine Mauer bauten, als sie das Licht sahen, das sie für ein Gewitter hielten. Der Grundstein wurde 1928 vom Erzbischof von Évora, Manuel Mendes da Conceição Santos, gesegnet. Die Weihe erfolgte am 7. Oktober 1953. Bereits 1954 erhielt die Wallfahrtskirche von Papst Pius XII. den Titel einer Basilica minor verliehen. Das Heiligtum wurde in den Jahren 1965, 2010 und 2017 mit der Goldenen Rose geehrt. Die Päpste Paul VI., Johannes Paul II., Benedikt XVI. und Franziskus besuchten die Basilika.

## Architektur

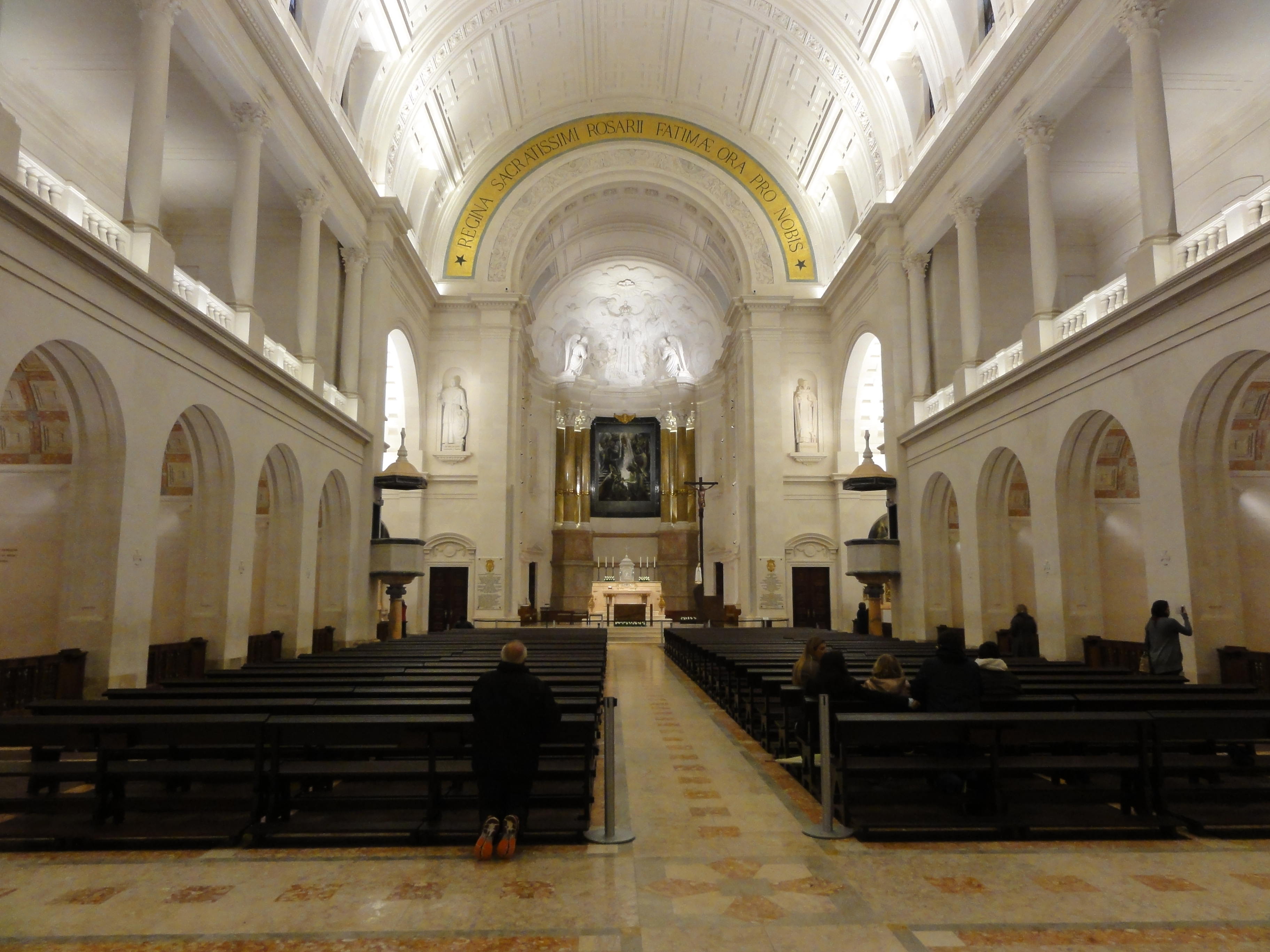
Innenraum der Basilika

Das Gebäude auf kreuzförmigem Grundriss, das 70,5 Meter lang und 37 Meter breit ist, wurde komplett mit Steinen aus der Region gebaut, die Altäre sind aus Marmor aus Estremoz, Pero Pinheiro und Fatima. Vor der Basilika des Rosenkranzes wurde zum großen Platz der Pilger eine Tribüne mit Altar, Ambo und Bänken für Konzelebranten eingerichtet.
Der Glockenturm ist 65 Meter hoch und wird von einer Bronzekrone mit einem Gewicht von 7000 Kilogramm gekrönt, die in der Gießerei von Bolhão in Porto gefertigt wurde und von einem nachts beleuchteten Kreuz gekrönt wird. Das Glockenspiel besteht aus 62 Glocken, die in Fátima von José Gonçalves Coutinho aus Braga gegossen und vergütet wurden. Die größte Glocke wiegt 3000 Kilogramm. Die Uhr wurde von Bento Rodrigues aus Braga hergestellt.
Die Marmorengel der Fassade wurden von Albano França geschaffen. Von amerikanischen Katholiken wurde 1958 eine 13 Tonnen schwere und 4,73 Meter hohe Statue des Unbefleckten Herzens Mariens gestiftet. Am Eingang der Basilika befindet sich über dem Portal ein Mosaik, das die Heilige Dreifaltigkeit darstellt, die die Jungfrau Maria krönt. Am Eingang zur Basilika rechts steht das Bild des Hl. Johannes Eudes, des Gründers der Kongregation von Jesus und Maria. Auf der linken Seite steht die Statue des hl. Stephan. Die drei Hirtenkinder wurden später in der Kirche beigesetzt. Das Grab von Francisco Marto befindet sich im rechten Querschiff, die Gräber von Lúcia dos Santos und Jacinta Marto liegen im linken Querschiff.
Die 14 seitlichen Altäre stellen jeweils ein Mysterium des Rosenkranzes dar, die dort befindlichen goldenen Flachreliefs stammen vom Bildhauer Martinho de Brito. Das 15. Geheimnis wird als Relief von Maximiano Alves in der Kuppel über dem Hauptaltar dargestellt. Das Kreuzgewölbe ist mit einem umlaufenden Mosaik verziert, das die Anrufung Regina Sacratissimi Rosarii Fatimae or pro nobis zeigt. Die Marienkrönung Unserer Lieben Frau von Fatima am 13. Mai 1946 und die Schließung des Heiligen Jahres am 13. Oktober 1951 werden auf zwei Tafeln am Eingang der Hauptkapelle genannt.

## Orgel

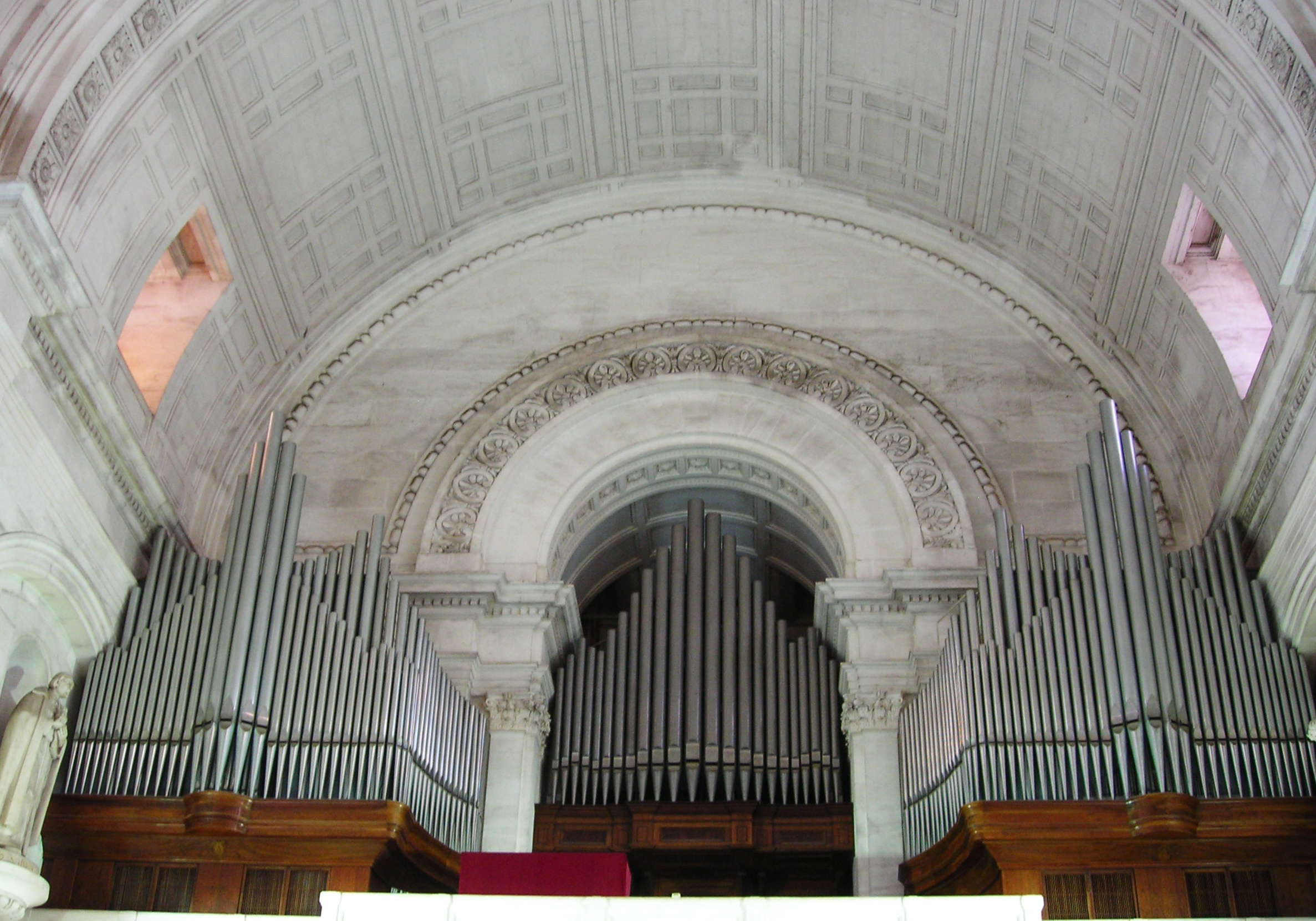
Orgelprospekt

Die Orgel wurde 1951 von der italienischen Firma Fratelli Ruffatti erbaut. Mit ihren 90 Registern und ca. 6500 Pfeifen ist sie das größte Instrument seiner Art in Portugal. Zum Jahr 2016 wurde von der wiederum italienischen Firma Mascioni Orgelbau eine Anpassung mit einigen neuen Registern vorgenommen. Auch der Spieltisch mit fünf Manualen und Pedal wurde restauriert und modernisiert. Die größte Pfeife aus Holz hat eine Höhe von 12 Metern und eine Breite von 50 Zentimetern; die Metallpfeifen des Freipfeifenprospekts erreichen eine Höhe von acht Metern.
| I Positivo aperto C–c4 |        |
| Quintante              | 16′    |
| Principale             | 08′    |
| Flauto traverso        | 08′    |
| Bordone                | 08′    |
| Salicionale            | 08′    |
| Unda maris             | 08′    |
| Ottava                 | 04′    |
| Flauto a camino        | 04′    |
| Nazardo                | 2 ⁄3′  |
| Superottava            | 02′    |
| Flagioletto            | 02′    |
| Terza                  | 1 3⁄5′ |
| Larigot                | 1 ⁄3′  |
| Ripieno IV             |        |
| Regale                 | 16′    |
| Tromba                 | 08′    |
| Cromorno               | 08′    |
| Tremolo                |        |

| II Grand'Organo C–c4 |        |
| Principale           | 16′    |
| Bordone              | 16′    |
| Principale           | 8′     |
| Flauto doppio        | 8′     |
| Flauto stoppo        | 8′     |
| Gamba                | 8′     |
| Quinta               | 5 1⁄3′ |
| Ottava               | 4′     |
| Flauto armonico      | 4′     |
| Terza                | 3 1⁄5′ |
| Duodecima            | 2 ⁄3′  |
| Settima              | 2 ⁄7′  |
| Decimaquinta         | 2′     |
| Ripieno VI           |        |
| Plein-jeu IV–VII     |        |
| Cornetto V           |        |
| Trombone             | 16′    |
| Tromba               | 8′     |
| Chiarina             | 4′     |

| III Espressivo C–c4  |     |
| Contre gambe         | 16′ |
| Diapason             | 08′ |
| Flûte harmonique     | 08′ |
| Flûte à cheminée     | 08′ |
| Gambe de concert     | 08′ |
| Violoncelle          | 08′ |
| Voix céléste II      |     |
| Flûte octaviante     | 04′ |
| Octavin              | 02′ |
| Forniture III–V      |     |
| Terziana V           |     |
| Basson               | 16′ |
| Trompette harmonique | 08′ |
| Hautbois             | 08′ |
| Voix humaine         | 08′ |
| Clairon harmonique   | 04′ |
| Tremolo              |     |

| IV Bombarda aperto C–c4 |       |
| Clarabelle              | 08′   |
| Flûte de Jubal          | 04′   |
| Grand cornet II–V       |       |
| Bombarde                | 16′   |
| Trompette en chamade    | 08′   |
| Clairon                 | 04′   |
| Hautbois orchestral     | 08′   |
| Campane                 |       |
| 0                       |       |
| V Eco espressivo C–c4   |       |
| Principale di corno     | 8′    |
| Bordone                 | 8′    |
| Quintadena              | 8′    |
| Eolina                  | 8′    |
| Viola orchestrale       | 8′    |
| Flauta do Francisco     | 4′    |
| Nassat                  | 2 ⁄3′ |
| Armonia eterea V        |       |
| Coro viole V            |       |
| Clarinetto orchestrale  | 8′    |
| Corno inglese           | 8′    |
| Campanelli              |       |
| Tremolo                 |       |

| Pedale C–g1    |     |
| Gravissima     | 64′ |
| Contrabbasso   | 32′ |
| Subbasso       | 32′ |
| Contrabbasso   | 16′ |
| Subbasso       | 16′ |
| Principale     | 16′ |
| Bordone        | 16′ |
| Principale     | 08′ |
| Flautone       | 08′ |
| Violoncello    | 08′ |
| Ottava         | 04′ |
| Flauto         | 04′ |
| Mistura V      |     |
| Controbombarda | 32′ |
| Bombarda       | 16′ |
| Fagotto        | 16′ |
| Trombone       | 08′ |
| Clarone        | 04′ |